# Radiorésistance
En biologie, la radiorésistance est la capacité de certains organismes à survivre dans des environnements soumis à de très importantes radiations ionisantes, dites radiotoxiques car notamment génotoxiques et source de stress oxydatif persistant (p. ex. en causant un dysfonctionnement mitochondrial et en modifiant l'expression des gènes). Un exemple souvent cité est Deinococcus radiodurans.
En oncologie, la radiorésistance est un terme médical utilisé pour désigner la caractéristique des cellules cancéreuses difficiles à traiter avec la radiothérapie, phénomène souvent lié aux caractéristiques biologiques de ces cellules, mais qui peut aussi être partiellement dû à la sous-oxygénation des tumeurs.

## La radiorésistance dans l'environnement
Les rayonnements ionisants (RI) produisent divers types de dommages extra- et intra-cellulaires aux acides nucléiques, aux protéines, aux lipides et à d’autres composants cellulaires vitaux (ADN notamment). 
Pourtant certains micro-organismes sont dotés de système de réparation extrêmement performants. On en trouve au sein de taxons phylogénétiquement très éloignés (bactéries, archées, champignons), qui se montrent résistants à des niveaux de radioactivité de plusieurs ordres de grandeur au-dessus du bruit de fond naturel, certaines de ces espèces étant courantes et ubiqustes (p. ex. le champignon Cladosporium cladosporioides et la cyanobactérie Geitlerinema amphibium) sont largement répandues dans une variété d’habitats naturels), ce qui laisse supposer que des gènes de résistance sont apparus, indépendamment, et à plusieurs reprises, durant l’évolution, dans des environnements radioactifs (près de gisements d'uranium) et/ou comme sous-produit de pressions sélectives exercées par d'autres sources de stress (dessiccation, rayonnement UV, métaux lourds et métalloïdes toxiques, oxydants chimiques..). 
Une étude brésilienne faite sur une colline du Minas Gerais où des gisements d'uranium expliquent une radioactivité nettement plus élevée que la moyenne, y a révélé de nombreux insectes, vers et végétaux résistants. 
Des résistances sont constatées chez divers champignons, et moindrement ou plus rarement chez quelques espèces et genres au sein de la faune et de la flore, comme on l'a observé dans les zones parmi les plus contaminées par la catastrophe nucléaire de Tchernobyl ; On constate dans tous les environnements radioactifs une perte de diversité chez les micro-organismes, mais au profit de quelques espèces (ou de souches) radiorésistantes, même en cas de très haut niveau de radiation. 
On a trouvé des bactéries vivant et se reproduisant dans les piscines de stockage de combustible nucléaire usagé et dans les eaux stagnantes du sous sol de la centrale de Fukushima Daïchi, à proximité de réacteurs ayant partiellement fondu, dont le corium a perforé la cuve en acier. 
À un certain niveau, les radiations ionisantes ont pour effet d'accélérer la germination de graines.

## Degré variable de résistance aux radiations
Des quantités données dans le tableau ci-dessous ne sont qu'indicatives, car ces données proviennent essentiellement d'expériences d’irradiation aiguë en laboratoire (sur des cultures pures, cultivées dans des conditions quasi optimales de croissance). « Il y a beaucoup moins d’informations sur les limites supérieures de la radiorésistance sur le terrain, par exemple dans les zones contaminées par la radioactivité, où plusieurs types de rayonnements (par exemple, α et β, ainsi que γ) et d’autres facteurs de stress (par exemple, des niveaux de température et de nutriments non optimaux, des produits chimiques toxiques, une compétition interspécifique) agissent sur plusieurs générations » rappelait en 2019 Igor Shuryak, spécialiste du sujet au Centre de recherche radiologique de l'Université Columbia.
| Organisme               | Dose létale | DL50                 | DL100 | Type      |
| ----------------------- | ----------- | -------------------- | ----- | --------- |
| Chien                   |             | 3.5 (DL50/30 jours)  |       | Mammifère |
| Humain                  | 6Gy, 4-10   | 4.5                  | 10    | Mammifère |
| Rat                     |             | 7.5                  |       | Mammifère |
| Souris                  | 4.5-12      | 8.6-9                |       | Mammifère |
| Lapin                   |             | 8 (DL50/30 jours)    |       | Mammifère |
| Tortue                  |             | 15 (DL50/30 jours)   |       | Reptile   |
| Poisson rouge           |             | 20 (DL50/30 jours)   |       | Poisson   |
| Escherichia coli        | 60          |                      | 60    | Bactérie  |
| Blatte germanique       |             | 64                   |       | Insecte   |
| Coquillage              |             | 200 (DL50/30 jours)  |       | -         |
| Drosophile              | 640         |                      |       | Insecte   |
| Scorpions               |             | 900Gy                |       | Arachnide |
| Amibe                   |             | 1000 (DL50/30 jours) |       | -         |
| Guêpe parasite          | 1800        |                      |       | Insecte   |
| Tardigrada              |             | 5000                 |       | -         |
| Deinococcus radiodurans | 15 000      |                      |       | Bactérie  |

## Chez les microorganismes
Ce phénomène a été découvert à la suite de l'accident de la centrale nucléaire de Three Mile Island aux États-Unis (1975) et confirmé à Thernobyl, Mayak et Fukushima, et les techniques de métabarcoding de l’ADN devraient permettre de découvrir de nouvelles espèce résistantes (chez les diatomées benthiques par exemple). 
- Après la fusion du cœur, une bloom algual a été observé dans l'eau contaminée éclairée durant les opérations de démantèlement[10], notamment rapporté par la revue Science en 1987)[11], puis on a découvert qu'un biofilm radiorésistant s'était formé dans une tuyauterie de traitement de l'eau contaminée[12].

- À la suite de la catastrophe de Tchernobyl (1986) une analyse métagénomique (16S) du sol faite en 2017 sur les communautés procaryotes survivant dans une tranchée d’élimination de déchets radioactifs de la centrale accidentée a mis en évidence que la diversité bactérienne y était réduite sous l'effet de la radioactivité, mais qu'on y trouvait quelques groupes taxonomiques très résistant, non seulement à la radioactivité[13], mais aussi aux espèces réactives de l'oxygène[14].

## Chez les champignons
L'apparition de champignons fortement radio-résistants a aussi été observée dans les sols, et sur les murs et sur d’autres constructions dans les parties intérieures de l’abri de la quatrième unité endommagée de la centrale nucléaire de Tchernobyl en 1997-98 ; l'étude de ce mycobiote a révélé 37 espèces appartenant à 19 genres ; deux espèces de zygomycètes et d'ascomycètes en faisaient partie : Mucor plumbeus et Chaetomium globosum, respectivement. Deux champignons mitosporiques couramment étaient Cladosporium sphaerospermum et Penicillium hirsutum. Alternaria alternata, Aureobasidium pullulans, Aspergillus versicolor, Acremonium strictum et Cladosporium herbarum ont également été rencontrés. Penicillium ingelheimense, Phialophora melinii, Doratomyces stemonitis et Sydowia polyspora ont été isolés dans l'abri (signalées pour la première fois en Ukraine). Les auteurs notent que les espèces les plus dotées en pigments de mélanine étaient celles qui résistaient le mieux à la radioactivité, retrouvée jusque dans l'enceinte de confinement,. Grâce aux progrès de la biotechnologie, on peut maintenant observer des changements transcriptomiques et génomiques associés à la « radioadaptation » (par ex. en 2021 chez Exophiala dermatitidis).

## Caractère héréditaire de la radiorésistance
Il existe des preuves concluantes sur le fait que la radiorésistance est déterminée et héritée génétiquement, au moins chez certains organismes. Heinrich Nöthel, généticien de la Freie Universität Berlin, a mené des études poussées sur les mutations du caractère radiorésistant chez les drosophiles. Il est l'auteur de 14 publications à ce sujet.